# Sisinnes
Sisines (Σισίνης) fou un ambaixador persa. Probablement el seu nom era una variant d'Asisines.
Segons Curti fou enviat en ambaixada a Filip II de Macedònia pel sàtrapa d'Egipte. Una vegada al regne de Macedònia, fou convençut de restar al servei del país. Va acompanyar a Alexandre I el Gran a la seva expedició asiàtica i mentre l'exèrcit era a Cilícia va rebre una carta de Nabarzanes, un oficial persa, que li demanava assassinar Alexandre; aquest carta fou interceptada pels serveis de seguretat del rei, però fou entregada a Sisines per comprovar la seva fidelitat. Sisines va intentar comunicar al rei el contingut de la carta però no va tenir ocasió i com que van passar una dies, Alexandre es va convèncer de què era un traïdor i va ordenar la seva execució.